# Marek Firkowski
Marek Łukasz Firkowski (ur. 3 października 1943 w Opocznie, zm. 21 września 2005 w Łodzi) – polski ekonomista i samorządowiec, doktor nauk ekonomicznych, w latach 1990–1994 prezydent Pabianic.

## Życiorys
Urodził się w Opocznie, zamieszkał w Łodzi. Absolwent ekonomii na Wydziale Ekonomiczno-Socjologicznym Uniwersytetu Łódzkiego, uzyskał stopień doktora. Autor publikacji naukowych. Wykładał na macierzystej uczelni i na Politechnice Łódzkiej. W kadencji 1990–1994 sprawował funkcję prezydenta Pabianic z rekomendacji lokalnego Komitetu Obywatelskiego. W 2002 kandydował z poparciem Platformy Obywatelskiej na prezydenta Pabianic (zajął 4. miejsce na 7 kandydatów).

## Życie prywatne
Był żonaty, miał córkę. Należał do Towarzystwa Przyjaciół Pabianic. Pod koniec życia przeszedł dwa udary mózgu. Po drugim z nich nie odzyskał przytomności i zmarł w szpitalu po kilku tygodniach. 26 września 2005 pochowano go na cmentarzu katolickim przy ul. Ogrodowej w Łodzi.